# Шлемник обыкновенный
Шле́мник обыкнове́нный, или шле́мник колпаконо́сный, или шле́мник колпакови́дный, или шле́мник колпачко́вый, или шле́мник пету́ший (лат. Scutellária galericuláta) — многолетнее травянистое растение, вид рода Шлемник (Scutellaria) семейства Яснотковые (Lamiaceae), или Губоцветные (Labiatae), типовой вид этого рода. Растение широко распространено в Евразии и Северной Америке. Используется в народной медицине.

## Название
Видовой эпитет, galericulata, происходит от лат. galerus (шапка из звериной шкуры, вид парика) и связан с тем, что венчика покрыт волосками-трихомами. Этот эпитет использовался в названии растения (Lysimachia galericulata) ещё в долиннеевские времена. У Иоганна Баугина (1541—1613) растение называлось Tertianaria, это же название использовалось до новейшего времени в фармацевтике.
Русские названия растения — бабка, мариновка, полевой зверобой (подобное название носит растение и в финском языке — kuisman heinä, «зверобойная трава»), расходник, сердечная трава, синий цвет, местным названием в Воронежской области является маточник, а в Кировской области — сердечник.

## Биологическое описание
Многолетнее мезофильное (то есть приспособленное к условиям среднего увлажнения) травянистое растение высотой от 15 до 50 см, иногда до 70 см.
Корневище ползучее, тонкое, ветвистое.
Стебли восходящие или прямостоячие, четырёхгранные, простые или ветвистые. Обычно стебли зелёные, но могут иметь и лиловатый оттенок. Длина междоузлий обычно меньше длины листьев. Стебли опушены короткими оттопыренными или книзу отклонёнными волосками, опушение имеется преимущественно по рёбрам.
Листья супротивные, простые, сидячие или с короткими широкими опушёнными черешками, нередко лиловеющими. Листовые пластинки — со слегка сердцевидными основаниями, кверху постепенно суживающиеся, с туповатой или тупой верхушкой; сверху тёмно-зелёные, голые или рассеянно волосистые, снизу — бледно-зелёные, иногда лиловеющие, обычно по всей поверхности покрытые негустыми и недлинными изогнутыми волосками (встречаются растения, нижняя сторона пластинок которых покрыта волосками лишь по жилкам). Длина листьев — от 2 до 6 см, иногда до 7 см, и шириной от 0,5 до 2 см. Листья на главных стеблях — продолговато-яйцевидные либо продолговато-ланцетные, с тупогородчато-зубчатыми краями листовых пластинок (у пластинки с каждого бока обычно имеется от 2 до 8 плоских, часто неявственных горо́док) — при этом зубцы наблюдаются по всему краю, в то время как у близкого вида шлемника копьелистного (Scutellaria hastifolia) листья цельнокрайные либо края пластинок имеют два-три тупых зубца только в своей нижней части. Прицветные листья отклонены в одну стороны, к верхушке растения постепенно уменьшаются в размерах.
Цветки зигоморфные, расположены на коротких цветоножках длиной от 1 до 2 мм по одному в пазухах средних и верхних листьев, при этом цветоножки двух соседних цветков обращены в одну стороны, а разные пары цветков — в разные стороны (в отличие от цветков шлемника копьелистного, у которого цветки обращены в одну сторону). Цветки, собранные парами в ложные мутовки, образуют длинное рыхлое кистеобразное соцветие. В отличие от некоторых других видов этого рода, у шлемника обыкновенного соцветие не отделено от остальной части растения, а прицветные листья резко не отличаются от листьев стеблевых. Длина цветков — от 1,5 до 2,5 см.
Чашечка колокольчатая, двугубая, с явно выраженной трубкой; обе губы — с цельными краями, округлённые, после цветения сомкнуты. Чашечка либо голая, либо опушённая короткими изогнутыми простыми волосками (в отличие от шлемника копьелистного, у которого чашечка имеет железистое опушение). Верхняя губа чашечки имеет характерный для всего рода хорошо выраженный почти прямоугольный складчатый придаток (вырост, верхний сегмент), который в период плодоношения опадает; кроме того, на верхней губе находится полый вогнутый вырост, который разрастается при плодах. Чашечка обычно имеет лиловую окраску, её длина составляет от 3 до 4 мм (при плодах — до 5 мм), по сравнению с цветоножкой она несколько короче либо равна ей.
Венчик синий, фиолетово-синий либо голубовато-фиолетовый, иногда розовый (обычно более светлый по сравнению с чашечкой), снаружи железисто-волосистый; пятичленный, спайнолепестный, двугубый, с длинной и более-менее изогнутой в основании трубкой, длиной от 12 до 26 мм. Нижняя губа венчика округло-почковидная, слегка выемчатая, в центре отгиба имеется светлое пятно с тёмными точками, одинаковая по длине по сравнению с верхней губой либо немного её длиннее.
Диск вытянут в гинофор (вырост цветоложа). Тычинок четыре, две передние длиннее двух задних. Пыльники интрорзные, реснитчатые. Пестик один, с верхней завязью, состоит из двух плодолистиков, у которых по мере созревания образуются ложные перегородки, в результате чего гинецей становится четырёхчленным.
Плод — ценобий: дробный плод, состоящий из четырёх равномерно развитых орешковидных плодиков (эремов). Зрелые плодики угловато-яйцевидные, длиной до 1,5 мм, с мелкими бугорками, желтоватые. По одним источникам, плодики голые, по другим — с блестящими железистыми волосками между бугорками.
Время цветения шлемника обыкновенного — с июня по август, время плодоношения — с июля по сентябрь.
Хромосомное число 2n = 30, 31, 32.

## Распространение и экология
Ареал вида охватывает Средиземноморье, Атлантическую, Среднюю и Восточную Европу (включая европейскую часть России), Скандинавию, Предкавказье, Западную и Восточную Сибирь, Среднюю Азию, Китай, Монголию, Японию, Северную Америку.
Растёт по берегам водоёмов, рядом с болотами, на сырых пойменных лугах, в заболоченных лесах и кустарниках, по канавам.

## Химический состав
В растении найдены флавоноиды, обладающие различной биологической активностью: апигенин (в стеблях и цветках), байкалеин, вогонин (в корнях и стеблях) и скутеллареин .

## Использование
Раньше растение использовалось в медицине, применялось в основном при лечении малярии; фармацевтическое название использовавшейся в качестве лекарственного средства надземной части растения — Herba Tertianariae. В настоящее время растение в медицине не применяется, хотя по своему химическому составу в значительной степени похоже на такие используемые в медицине виды, как азиатский Шлемник байкальский (Scutellaria baicalensis) и североамериканский Шлемник бокоцветный (Scutellaria lateriflora).
В народной медицине растение использовалось с древних времён, прежде всего как кровоостанавливающее средство при всех видах кровотечений.
Растение обладает красильными свойствами.

## Классификация

### Таксономия
Scutellaria galericulata L., 1753, Sp. Pl. : 599
Вид описан из Европы (Habitat in Europæ littoribus), тип находится в Лондоне.
Вид Шлемник обыкновенный относится к роду Шлемник (Scutellaria) семейства Яснотковые (Lamiaceae) порядка Ясноткоцветные (Lamiales). Таксономическая схема в соответствии с Системой APG IV по состоянию на декабрь 2023 года:
|  |                                      |  |                                   |                                   |                      |  | ещё 23 семейства | ещё 23 семейства |                          |  |  |  | еще 476 подтвержденных видов и 62 таксона, ожидающих подтверждения |
|  |                                      |  |                                   |                                   |                      |  | ещё 23 семейства | ещё 23 семейства |                          |  |  |  | еще 476 подтвержденных видов и 62 таксона, ожидающих подтверждения |
|  |                                      |  |                                   | порядок Ясноткоцветные            |                      |  |                  |                  | род Шлемник              |  |  |  |                                                                    |
|  |                                      |  |                                   | порядок Ясноткоцветные            |                      |  |                  |                  | род Шлемник              |  |  |  |                                                                    |
|  | отдел Цветковые, или Покрытосеменные |  |                                   |                                   | семейство Яснотковые |  |                  |                  | вид Шлемник обыкновенный |  |  |  |                                                                    |
|  | отдел Цветковые, или Покрытосеменные |  |                                   |                                   | семейство Яснотковые |  |                  |                  |                          |  |  |  |                                                                    |
|  |                                      |  | ещё 63 порядка цветковых растений | ещё 63 порядка цветковых растений |                      |  |                  | ещё 268 родов    | ещё 268 родов            |  |  |  |                                                                    |
|  |                                      |  |                                   | ещё 63 порядка цветковых растений |                      |  |                  |                  | ещё 268 родов            |  |  |  |                                                                    |

### Синонимы
- Cassida galericulata Scop.
- Cassida major Gilib.
- Scutellaria adamsii Spreng.
- Scutellaria epilobiifolia A.Ham.
- Scutellaria epilobiifolia f. albiflora Fernald
- Scutellaria epilobiifolia f. rosea Fernald
- Scutellaria galericulata f. albiflora Millsp.
- Scutellaria galericulata f. rosea E.L.Rand & Redfield
- Scutellaria galericulata var. epilobiifolia (Ham.) Jordal
- Scutellaria galericulata var. glaberrima Benth.
- Scutellaria galericulata var. humilis Tinant
- Scutellaria galericulata var. pauciflora (Pant.) Nyman
- Scutellaria galericulata var. pubens Crép.
- Scutellaria galericulata var. vulgaris Benth.
- Scutellaria pauciflora Pant.

## Комментарии
1. ↑  У Вермейлена указано название Scutellaria laterifolia, однако это явная ошибка, поскольку такой вид неизвестен[15], а в Америке широко распространён вид Scutellaria lateriflora, являющийся лекарственным растением.